# Amerikai fánk
Az amerikai fánk, angolul doughnut, illetve donut kelt tésztából készített, olajban sütött édes sütemény, nagyon hasonló a hagyományos magyar fánkhoz. Alakja többféle lehet, az amerikai fánkkal leginkább azonosított a lyukas közepű, karika alak. Készíthető házilag, megvásárolható pékségekben, élelmiszerüzletekben, büfékben, kávézókban és erre specializálódott fánkozókban is. Utcai ételként is népszerű, de „kézműves”, „gourmet” változatai is léteznek.
Az amerikai fánk általában búzalisztes kelt tésztából készül, alakja a gyakori karikán túl sokféle lehet. A „lyukas” változat szaggatásakor keletkezett gombócokat is ki szokták sütni külön, ezek neve angolul doughnut hole, azaz „fánklyuk”. Az amerikai fánk sokszor töltött (lekvárral, különféle ízű krémekkel), de gyakran készül különféle mázzal (csokoládémáz, juharszirupmáz) vagy meghintik porcukorral. A tészta tartalmazhat élesztőt, tojást, tejet, cukrot, olajat, egyéb növényi zsiradékot (margarin), valamint természetes vagy mesterséges ízesítőket.
Észak-Amerikában az amerikai fánk gyakori kísérője a kávé. Az amerikai fánk a világ számos táján népszerű lett, regionálisan is sokféle változata létezik, amellett, hogy hasonló, forró olajban sült édes tészták egyébként is több kultúrában honosak (például: német berlini fánk, vietnami bánh rán, tajvani suangpaotaj (shuāngbāotāi), az izraeli szufganija (סופגניה), a török/görög lokma, az olasz zeppola és bombolone, az ukrán pampuska, a perui picaron, stb.)

## Etimológiája
A doughnut szót legelőször egy 1808-as novellában használták, azonban leggyakrabban Washington Irving 1809-es A History of New York című könyvét szokták említeni a legkorábbi forrásként, ahol Irving úgy írta le a süteményt mint „édes tésztagolyók, melyeket dizsnózsírban sütnek ki és doughnutnak vagy olykoeksnek neveznek”. A nut szó itt a régebbi jelentésében szerepel, ami „kis kerek sütemény vagy keksz” volt, és feltehetően a ma „fánklyuknak” (doughnut hole) nevezett gömb alakú fánkra utalt. A doughnut a hagyományos helyesírása a szónak angol nyelven és még az Egyesült Államokban is ez a domináns, bár a rövidített donut változat is elterjedt.
A donut írásváltozat már 1900-ban is előfordult, John T. Edge, a Donuts: an American passion című könyv szerzője szerint a „donut” változat úgy jött létre, hogy a New York-i Display Doughnut Machine Corporation rövidítésként használta a szót, abban a reményben, hogy az automata fánkkészítő gépük külföldi vásárlói így könnyebben ki tudják ejteni. Az Oxford Dictionary szerint a donut kifejezetten amerikai helyesírású. Az írásváltozat elterjedéséhez hozzájárulhatott az 1950-es években a Dunkin' Donuts-lánc terjeszkedése is.

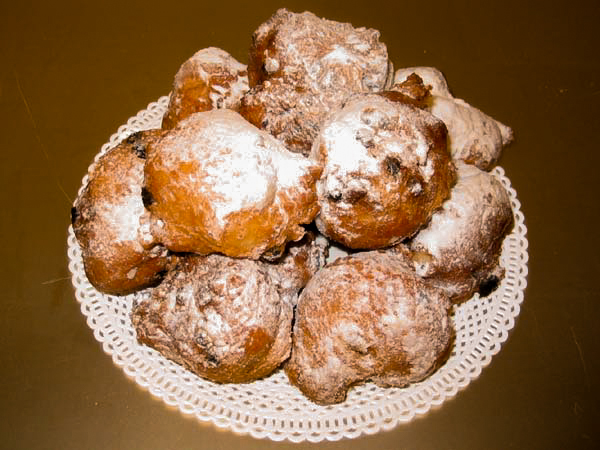
Holland olykoek

## Története
A modern fánkokat a holland olykoekre lehet visszavezetni, melyet bevándorlók vittek magukkal Amerikába, New Yorkba (akkor még Új-Amszterdam). Akkoriban még nem volt karika alakjuk. A 19. század közepére a fánk a maihoz hasonló alakú és ízű volt, és amerikai ételnek számított.
Hanson Gregory azt vallotta, hogy ő találta fel a karika alakot még 1847-ben, amikor egy hajón dolgozott 16 évesen. Megelégelte, hogy a fánkok túlságosan olajosak és nem sül át a közepük rendesen. Ezért egy borstartóval kiszúrta a fánkok közepét, majd a technikát megtanította az édesanyjának is. A Smithsonian Magazine szerint Gregory édesanyja a tészta közepébe diót vagy mogyorót helyezett, arra az esetre, ha nem sülne át a közepe, és doughnutnak hívta az eredményt.

### Sztereotípiák

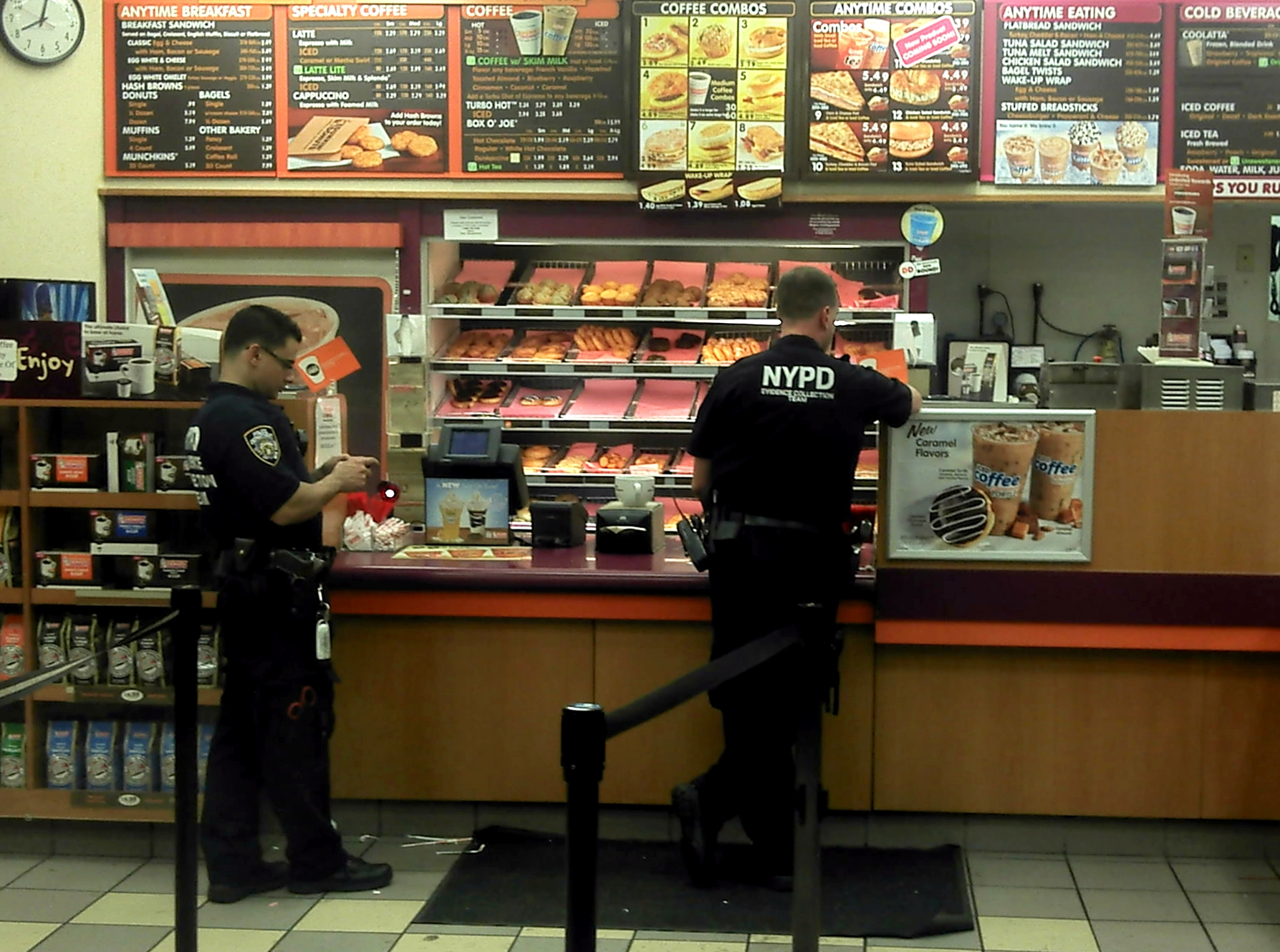
Rendőrök egy fánkboltban

Népszerű sztereotípia, hogy az amerikai rendőrök fánkot esznek; voltaképpen a rendőr+fánk a leggyakoribb foglalkozás+ennivaló társítás. Ennek eredete az 1940-es, 1950-es évekre nyúlik vissza, mikor Amerikában a fánksütődék voltak jóformán az egyedüli vendéglátóhelyek, melyek késő este, kora reggel is nyitva voltak, így az éjszakai műszakban dolgozó rendőrök itt étkeztek, pihentek, telefonáltak. Egyesek még ennél is régebbre, az első világháború idejére, vagy éppenséggel a 19. századra teszik a fánkevő fegyveres csapatok képét.

## Fordítás
- Ez a szócikk részben vagy egészben  a   doughnut című angol Wikipédia-szócikk fordításán alapul.  Az eredeti cikk szerkesztőit annak laptörténete sorolja fel. Ez a jelzés csupán a megfogalmazás eredetét és a szerzői jogokat jelzi, nem szolgál a cikkben szereplő információk forrásmegjelöléseként.